# The Art of Balance
The Art of Balance è  il terzo album del gruppo metalcore statunitense Shadows Fall, pubblicato il 17 settembre 2002.

## Stile
L'album amalgama il melodic death metal e il thrash metal. È molto pesante l'influenza "svedese" soprattutto nell'uso di complessi riff, l'obiettivo era raggiungere un perfetto bilanciamento tra melodia e aggressività

## Produzione
L'album è stato prodotto ai Planet Z Studios di Hadrley, Massachusetts con il produttore ZEUSS. È stato masterizzato da Alan Douches della West West Side Music di Tenafly, New Jersey.

## Le canzoni
Liricalmente l'album tratta della lotta contro le forze distruttive spirituali. La canzone "Thoughts Without Words" è stata influenzata dal buddismo e si riferisce al momento in cui, attraverso la meditazione, l'ispirazione e l'espressione della persona si uniscono

## Tracce
1. Idle Hands – 3:34
2. Thoughts Without Words – 4:31
3. Destroyer of Senses – 2:54
4. Casting Shade – 2:09
5. Stepping Outside the Circle – 5:14
6. The Art of Balance – 4:46
7. Mystery of One Spirit – 5:10
8. The Idiot Box – 4:30
9. Prelude to Disaster – 1:48
10. A Fire in Babylon – 7:30
11. Welcome to the Machine (cover Pink Floyd) – 5:05

## Formazione
- Brian Fair - voce
- Jonathan Donais - chitarra
- Matthew Bachand - chitarra
- Paul Romanko - basso
- Jason Bittner - batteria